# Иван Иванов (глумац)
Иван Иванов је српски филмски, телевизијски, позоришни, гласовни глумац, ТВ водитељ и продукцијски менаџер.

## Филмографија
| Год.       | Назив                       | Улога               |
| ---------- | --------------------------- | ------------------- |
| 2001.      | ТВ театар                   |                     |
| 2004—2005. | Јелена                      | Пеђа                |
| 2009.      | Ђавоља варош                | Нерадник            |
| 2011—2016. | Под прилике                 |                     |
| 2012—2018. | Чађава механа               | Јоца                |
| 2014.      | Европа, бре!                | Таксиста            |
| 2017.      | Синђелићи                   | Миодраг             |
| 2018.      | Патуљци са насловних страна | Водитељ није шала   |
| 2018—2019. | Беса                        | Инспектор Јовић     |
| 2019.      | Моја генерација Z           | Деки                |
| 2021.      | Колегинице                  | Инспектор Филиповић |
| 2021.      | Коло среће                  | Момчило             |
| 2021.      | Династија                   | Инспектор Луковић   |
| 2022.      | Слобода нама                |                     |
| 2022.      | Мала супруга                | Лука Савић          |
| 2024.      | Игра судбине                | Небојша Тамбура     |